# Keur-Rijnse Kreits

De Keur-Rijnse Kreits binnen het Heilige Roomse Rijk rond 1555.

De Keur-Rijnse Kreits (Duits: Kurrheinischer Reichskreis) was een van de tien kreitsen binnen het Heilige Roomse Rijk. De Keur-Rijnse Kreits werd gevormd in 1512 tijdens de Rijksdag in Keulen.
De kreits was genoemd naar de vier keurvorstendommen waaruit het grootste deel van de kreits werd gevormd.
De aartsbisschop van Mainz voerde het directoraat.
| Naam            | Type                       | Opmerkingen                                         | Wapen |
| --------------- | -------------------------- | --------------------------------------------------- | ----- |
| Mainz           | aartsbisdom                | keurvorstendom                                      |       |
| Trier           | aartsbisdom                | keurvorstendom                                      |       |
| Keulen          | aartsbisdom                | keurvorstendom                                      |       |
| Palts           | paltsgraafschap            | keurvorstendom                                      |       |
| Beilstein       | heerlijkheid               | in bezit van Oranje-Nassau                          |       |
| Reifferscheid   | heerlijkheid               | omstreden tussen Keur-Keulen en Luxemburg           |       |
| Koblenz         | balije der Duitse Orde     | rijksheerlijkheid Elsen                             |       |
| Selz            | proosdij                   | stemrecht opgeëist door Keur-Palts                  |       |
| Niederisenburg  | graafschap                 | in bezit van Wied-Runkel en Walderdorff             |       |
| Nieuweaar       | graafschap                 | 1545 ingelijfd door hertogdom Gulik                 |       |
| Rheineck        | burggraafschap             | in bezit van Sinzendorf-Ernstbrunn                  |       |
| St.Maximin      | abdij                      | 1696 ingelijfd door Keur-Trier                      |       |
| Gelnhausen      | stad                       | 1435 in pand bezit Keur-Palts                       |       |
| Arenberg        | vorstendom (ook hertogdom) | eerder bij Westfaalse Kreits                        |       |
| Thurn und Taxis | geen gebied                | 3 december 1704 lid wegens geldlening aan de keizer |       |